# Decaspermum cryptanthum
Decaspermum cryptanthum är en myrtenväxtart som beskrevs av Andrew John Scott. Decaspermum cryptanthum ingår i släktet Decaspermum och familjen myrtenväxter. Inga underarter finns listade i Catalogue of Life.